# Dorian Paic
Dorian Paic (* 1974 in Frankfurt am Main) ist ein deutscher Techno/House-DJ und Musikproduzent.

## Leben
Dorian Paic prägte ab Anfang der 1990er Jahre die Techno-Kultur in Frankfurt am Main mit. Einerseits als DJ in stilprägenden Clubs wie Omen, Monza oder XS und andererseits als Plattenhändler, so ab 2001 bei Freebase Records. 
Seit 2000 ist er als A&R für das Label raum...musik. tätig. Als Mitglied von Sven Väths Cocoon Music Event bereist er seit 2005 regelmäßig Ibiza und bespielt größere Open-Air-Events wie Sonus Festival oder Time Warp.

## Diskografie (Auswahl)

### Singles & EPs
- 2001: Umschwung
- 2010: Now and Then
- 2012: Excited
- 2016: Amicorum (mit Markus Fix)

### DJ-Mixe
- 2011: Cocoon Heroes (mit Adam Beyer, Cocoon Recordings)